# بی‌وان‌ای‌فور
بی‌وان‌ای‌فور (کره‌ای: 비원에이포; انگلیسی: B1A4) گروه پسرانهٔ اهل کره جنوبی شکل گرفته توسط دابلیوام انترتینمنت است. این گروه در ۲۳ آوریل ۲۰۱۱ پس از اینکه از طریق یک وب‌تون به مردم معرفی شد، با تک‌آهنگ «O.K» از آلبوم چندآهنگه بیا پرواز کنیم (Let's Fly) فعالیت خود را آغاز کرد. این گروه نه آلبوم استودیویی (چهار تا کره‌ای و پنج تا ژاپنی)، هفت آلبوم چندآهنگه و چهار آلبوم گردآوری‌شده منتشر کرده‌است. این گروه موفقیت‌های تجاری و انتقادی زیادی در مارکت‌های کره‌ای و ژاپنی به دست آورده‌است. این گروه همچنین در ایالات متحده آمریکا تور برگزار کرده‌است.